# 何塞·曼努埃尔·贝兰
何塞·曼努埃尔·贝兰（西班牙語：José Manuel Beirán，1956年2月7日—），西班牙男子篮球运动员，司职小前锋。他曾代表西班牙国家队参加1984年夏季奥林匹克运动会篮球比赛，获得一枚银牌。